# 圣伊尔根
圣伊尔根是奥地利施蒂利亚州穆尔河畔布鲁克县的一个市镇。总面积73.44平方公里，总人口291人，人口密度4.0人/平方公里（2001年）。